# Rävdvärgspindel
Rävdvärgspindel (Gonatium paradoxum) är en spindelart som först beskrevs av Ludwig Carl Christian Koch 1869.  Rävdvärgspindel ingår i släktet Gonatium och familjen täckvävarspindlar. Arten är reproducerande i Sverige. Inga underarter finns listade i Catalogue of Life.